# Selezioni giovanili della nazionale maschile di pallacanestro della Bielorussia
Le selezioni giovanili della nazionale maschile di pallacanestro della Bielorussia sono gestite dalla Federazione cestistica della Bielorussia e partecipano ai tornei cestistici internazionali per squadre nazionali, limitatamente a specifiche classi d'età.

## Under-20
Rappresenta i migliori giocatori di nazionalità bielorussa di età non superiore ai 20 anni. Partecipa a tutte le manifestazioni internazionali giovanili di pallacanestro per nazioni gestite dalla FIBA.
Nel corso degli anni questa selezione ha subito alcuni cambiamenti nel nome, dovuti agli adeguamenti nelle normative della FIBA in fatto di classificazione delle categorie giovanili.
Agli inizi la denominazione originaria era nazionale Juniores, in quanto la FIBA classificava le fasce di età sotto i 22 anni con la denominazione "juniores". In seguito, denominazione e fasce di età sono state equiparate, divenendo nazionale Under 22. Dal 2000, la FIBA ha modificato nuovamente il tutto, equiparando sotto la dicitura "under 20" sia denominazione che fasce di età. Da allora la selezione ha preso il nome attuale.
Nel 1992, la nazionale bielorussa ha partecipato al primo campionato di categoria sotto le insegne della CSI.

Vanta 5 presenze agli Europei di Division A.

### Partecipazioni
- 1994 -  1º
- 1996 - 10º
- 2004 - 9°
- 2005 - 14º
- 2006 - 16°

### Formazioni
Bielorussia under 22 - Campionato europeo maschile di pallacanestro Under-22 19944 Baidakou, 5 Koul, 6 Krivonos, 7 Kuzmin, 8 Kuznyakau, 9 Lobazhevich, 10 Meščarakoŭ, 11 Olszewski, 12 Pyntsikau, 13 Radzionau, 14 Svirydau, 15 Yushkin,        All. Maksim Pozdnyakau
 Bielorussia under 22 - Campionato europeo maschile di pallacanestro Under-22 19964 Baidakou, 5 Kojenets, 6 Pyntsikau, 7 Kuzmin, 8 Kuchinski, 9 Koul, 10 Charko, 11 Korchuk, 12 Podoliantchik, 15 Zyskunov,        All. -
 Bielorussia under 20 - Campionato europeo maschile di pallacanestro Under-20 20044 Nickiporchik, 5 Akulich, 6 Skidan, 7 Sanotski, 8 Sapehin, 9 Mastou, 10 Hrekhau, 11 Paliashchuk, 12 Pustahvar, 13 Mishukou, 14 Agevnin, 15 Verameenka,        All. Ihar Marozau
 Bielorussia under 20 - Campionato europeo maschile di pallacanestro Under-20 20054 Trastsinetski, 5 Paliashchuk, 6 Mishukou, 7 Gandlin, 8 Sanotski, 9 Skidan, 10 Hrekhau, 11 Yafremau, 12 Pushtahvar, 13 Shustau, 14 Akulich, 15 Parachoŭski,        All. -
 Bielorussia under 20 - Campionato europeo maschile di pallacanestro Under-20 20064 Trastsinetski, 5 Yafremau, 6 Skrypko, 7 Gandlin, 8 Shylovich, 9 V. Ostrykau, 10 Meščarakoŭ, 11 U. Ostrykau, 12 Akulich, 13 Shustau, 14 Kaniushenka, 15 Parachoŭski,        All. Mikhail Feiman

## Under-18
Rappresenta i migliori giocatori di nazionalità bielorussa di età non superiore ai 18 anni. Partecipa a tutte le manifestazioni internazionali giovanili di pallacanestro per nazioni gestite dalla FIBA.
Nel corso degli anni questa selezione ha subito alcuni cambiamenti nel nome, dovuti agli adeguamenti nelle normative della FIBA in fatto di classificazione delle categorie giovanili.
Agli inizi la denominazione originaria era Nazionale Cadetti, in quanto la FIBA classificava le fasce di età dai 16 ai 18 anni con la denominazione "cadetti". Dal 2000, la FIBA ha modificato il tutto, equiparando sotto la dicitura under 18, sia denominazione che fasce di età. Da allora la selezione ha preso il nome attuale.
Fino ad adesso, non vanta nessuna partecipazione agli Europei di Division A.

## Under-16
Nel corso degli anni questa selezione ha subito alcuni cambiamenti nel nome, dovuti agli adeguamenti nelle normative della FIBA in fatto di classificazione delle categorie giovanili.
Agli inizi la denominazione originaria era Nazionale Allievi, in quanto la FIBA classificava le fasce di età dai 16 ai 18 anni con la denominazione "allievi". Dal 2000, la FIBA ha modificato il tutto, equiparando sotto la dicitura under 18, sia denominazione che fasce di età. Da allora la selezione ha preso il nome attuale.
Fino ad adesso, non vanta nessuna partecipazione agli Europei di Division A.